# Joseph von Sonnenfels

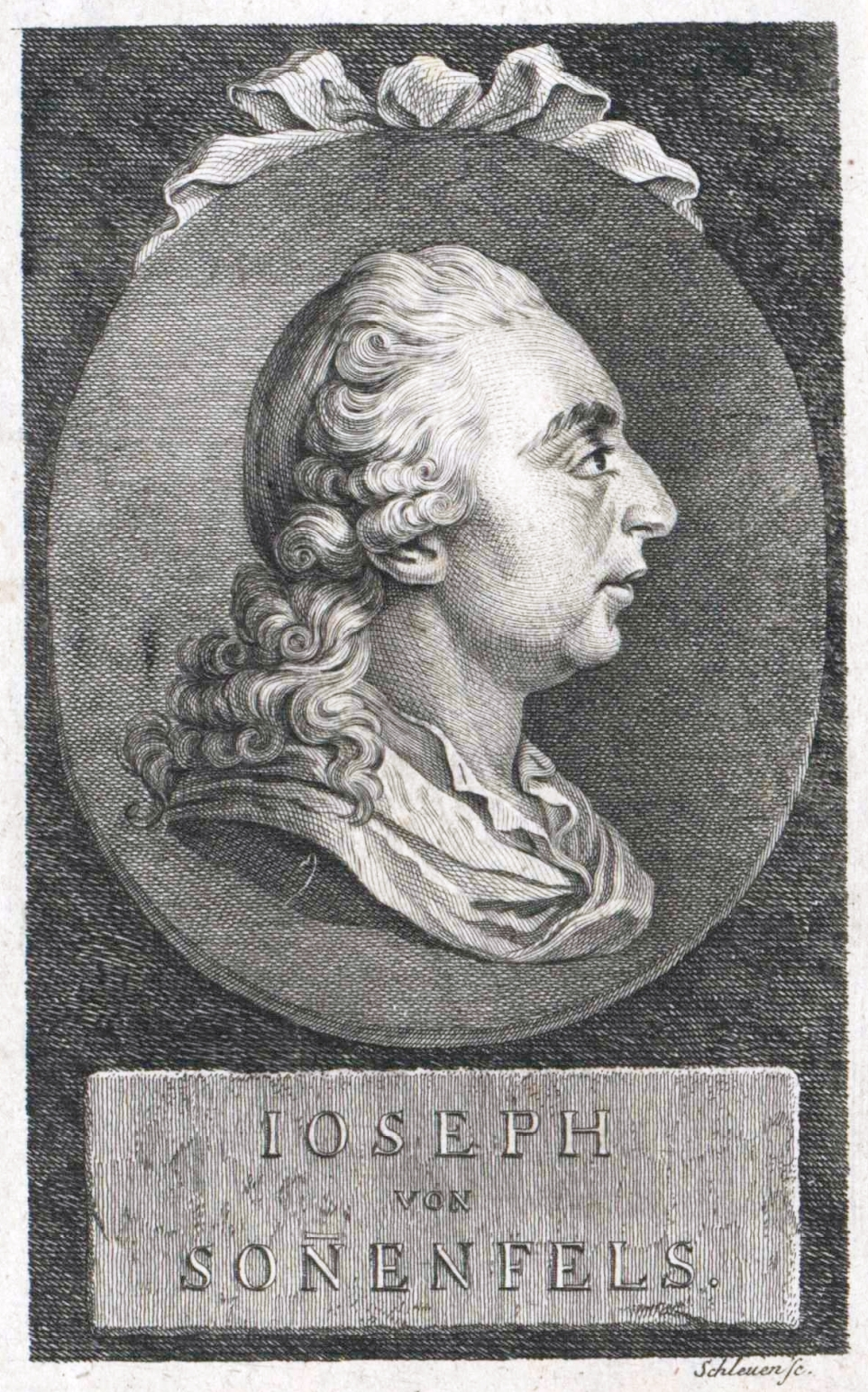
Joseph von Sonnenfels

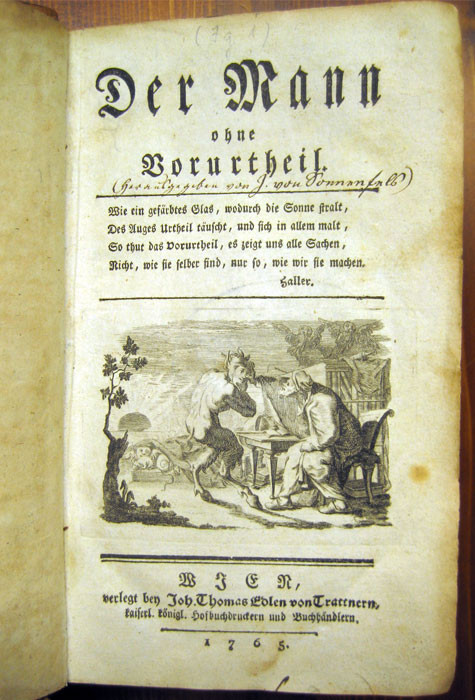
Titelseite des ersten Bandes der Wochenzeitschrift Der Mann ohne Vorurtheil (1765)

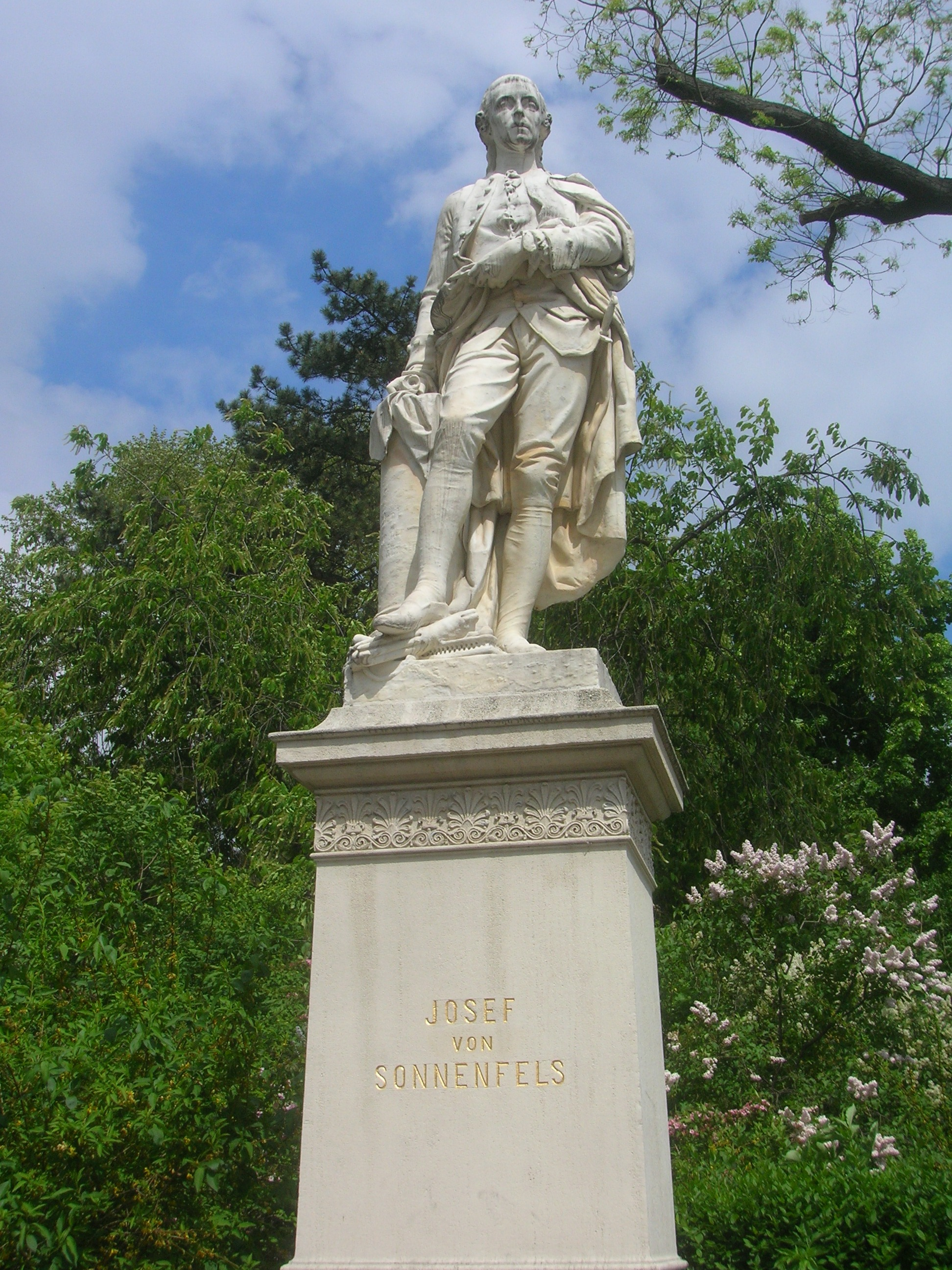
Denkmal am Rathausplatz in Wien

Joseph Freiherr von Sonnenfels (* 1732/1733 in Nikolsburg, Mähren; † 25. April 1817 in Wien) war ein österreichischer Schriftsteller der Aufklärung, zudem Verwaltungsreformer und Professor der Politischen Wissenschaften.

## Leben
Josephs von Sonnenfels’ Vater Lipman Perlin (1705–1768), ein Sohn des Landesrabbiners von Brandenburg, war zunächst als Übersetzer und Lehrer orientalischer Sprachen in Nikolsburg tätig gewesen. 1734 ging er nach Wien und konvertierte im folgenden Jahr mit seinen drei Söhnen zum Katholizismus. Er nahm den Namen Alois Wienner an und wurde 1746 zum Freiherrn von Sonnenfels geadelt.
Joseph von Sonnenfels lernte bei seinem Vater Hebräisch und besuchte dann die Schule der Piaristen in seiner Geburtsstadt, zunächst mit der Absicht, Geistlicher zu werden. Später entschied er sich für eine Laufbahn als Soldat und diente ab 1749 im Deutschmeisterregiment in Klagenfurt und Wien. Nach seiner Entlassung studierte er in Wien Rechtswissenschaften und arbeitete als Gehilfe beim Grafen Adam Franz von Hartig, Hofrat der Obersten Justizstelle.
Gleichzeitig unternahm Sonnenfels erste literarische Versuche und machte sich Hoffnungen auf eine Professorenstelle an der Universität Wien. 1763 zum Professor für „Polizey- und Kameralwissenschaft“ der Universität Wien berufen, entfaltete Sonnenfels eine reiche publizistische Tätigkeit im Sinne der Aufklärung, die zum Teil auch literarische Belange berührte. So gab der Gelehrte ein Wochenblatt heraus (Der Mann ohne Vorurtheil, 1765–1767) und hat durch seine Briefe über die wienerische Schaubühne (Wien 1768, 4 Bände) zur Reform des Wiener Theaterlebens beigetragen, dessen künstlerischen und moralischen Zustand er kritisierte. Auch wenn die kaiserliche Theaterzensur von 1790 maßgeblich politische Gründe hatte, trug Sonnenfels’ Kritik mit zu ihrer Einführung bei.
Erfolgreich zeigte sich Sonnenfels auch in seinen Beiträgen zur Justiz- und Verwaltungsreform. Nachdem sich der Aufklärer in seiner Schrift Über Abschaffung der Tortur (Zürich 1775) entschieden gegen die Folter ausgesprochen hatte, wurde diese mit Anfang Januar 1776 in ganz Österreich tatsächlich abgeschafft – eine Pioniertat für Europa. Im selben Jahr 1776 reformierte Sonnenfels als Direktor der Illuminationsanstalt die öffentliche Beleuchtung der Stadt Wien mit Öllampen. Später wurde er von Maria Theresia zum Rat, 1779 zum Wirklichen Hofrat bei der Geheimen böhmischen und österreichischen Hofkanzlei und zum Beisitzer der Studien- und Zensurkommission sowie 1810 zum Präsidenten der K. k. Akademie der bildenden Künste ernannt.
Sonnenfels war Mitglied der Freimaurerlogen Balduin in Leipzig und später Zur wahren Eintracht in Wien. 1784 wurde er Großmeister der Distriktloge Zur wohltätigen Eintracht. Auch war er Mitglied der Wiener Illuminaten um Ignaz von Born und gilt als deren Wiener Oberhaupt.
Zu seinen bedeutendsten Bekannten zählten Ludwig van Beethoven, der Sonnenfels seine Klaviersonate in D-Dur op. 28 widmete, und Wolfgang Amadeus Mozart.

## Verhältnis zur Sprache und zum Josephinismus
Joseph von Sonnenfels war ein vehementer Verfechter der neuen hochdeutschen Schriftsprache, wie sie von Johann Christoph Gottsched 1748 etabliert worden war, und verurteilte den Gebrauch des Dialekts sowohl im offiziellen wie auch im privaten Bereich. So beanstandete er etwa 1784 in Bezug auf die Wiener, dass „die best gekleidete Dame der höheren Gesellschaft so pöbelhaft rede wie ihre Küchenmagd“. Durch seinen Hang zum Formalismus konnte er sich dem Josephinismus anpassen.
Im Gegensatz zu Gottsched befürwortete Sonnenfels jedoch eine pragmatischere und weniger puristische Vorgehensweise und hat dadurch gewisse Grundsteine für eine eigenständige österreichische Beamten- und Verwaltungssprache gelegt, die einige Elemente aus dem Vokabular und der Grammatik der in Österreich gesprochenen bairischen Dialekte aufnahm. Andererseits war gerade dieses „verösterreichischte“ Deutsch wieder ein sprachpolitisches Instrument, das später auch nicht-deutschsprachigen Untertanen des Habsburger Reiches aufgedrängt wurde und so zu Spannungen führte. Die Wirkung auf das deutsche Nationaltheater wird dagegen eher positiv beurteilt.

## Verhältnis zum Judentum
Joseph von Sonnenfels entstammte einer mährisch-jüdischen Familie. Sein Vater hatte noch zeitweise in der jüdischen Gemeinde von Eisenstadt gelebt, bevor er 1735 mit seinen drei Söhnen zum Katholizismus konvertierte und 1746 als Freiherr von Sonnenfels geadelt wurde.
Die mährischen und böhmischen Juden hielten auch während der Kriege Maria Theresias gegen Preußen Kontakt zu ihren Glaubensbrüdern im preußischen Königreich, was sie in Wien zu verdächtigen Untertanen werden ließ. Zu Moses Mendelssohn hatte von Sonnenfels jedoch ein „gespanntes Verhältnis“.
Als Freimaurer und Universitätslehrer und mit seinen Entwürfen zur Staatsreform hat Joseph von Sonnenfels auch zur Emanzipation der österreichischen Juden beigetragen. Dennoch waren die Juden weder unter Maria Theresia noch unter Joseph II. den anderen Untertanen gleichgestellt. Dass Sonnenfels die „Staatspolizey“ zum obersten Kontrollorgan im Staate erhob und dies nicht erst unter Metternich geschah, wird teilweise als dunkler Fleck seiner Biographie gesehen.

## Ehrungen
Denkmäler:

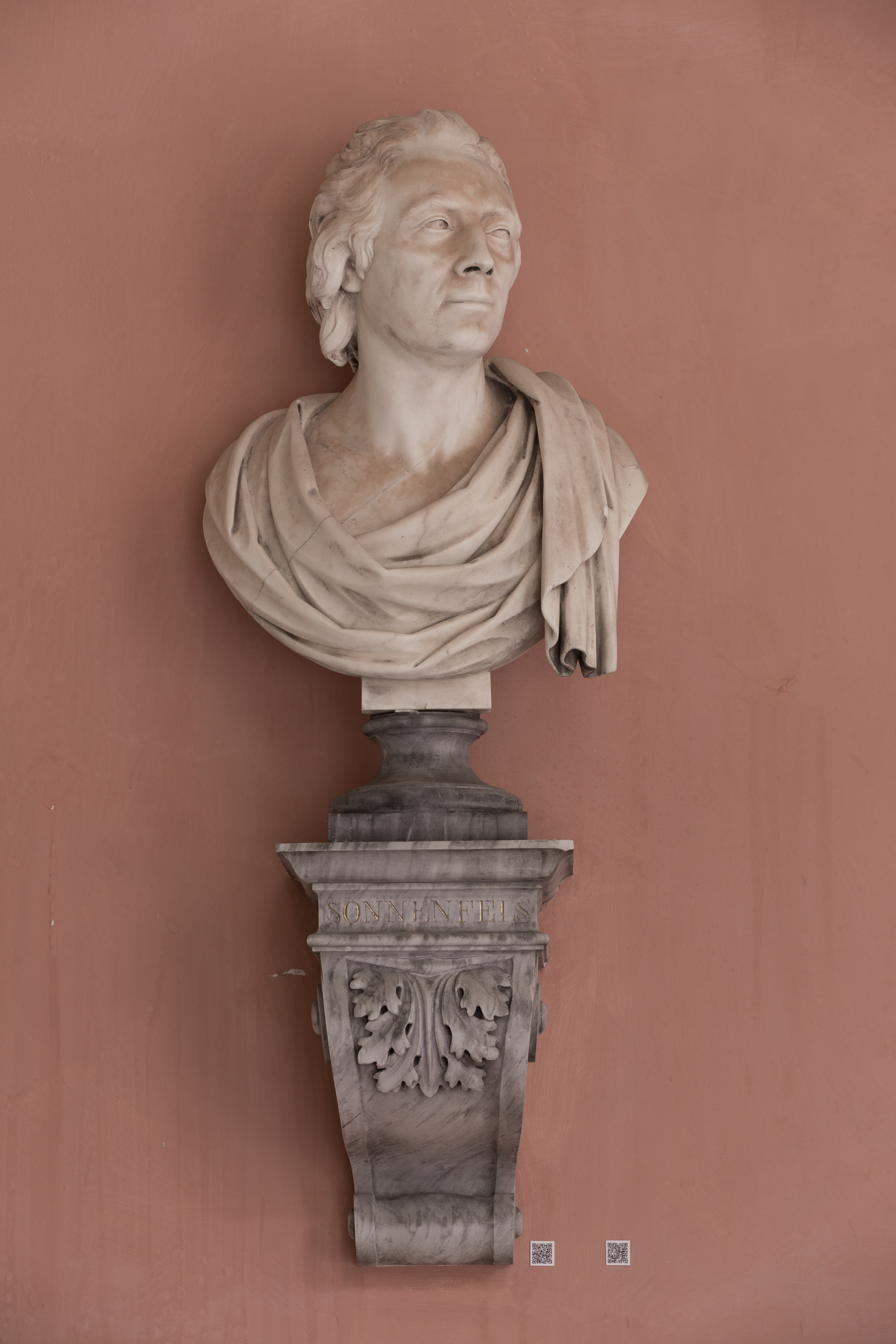
Büste im Arkadenhof der Universität Wien

- Im Arkadenhof der Wiener Universität – der Ruhmeshalle der Universität – steht seit 1891 eine Büste von Sonnenfels. Im Rahmen von „Säuberungen“ durch die Nationalsozialisten Anfang November 1938 wurden zehn Skulpturen jüdischer oder vermeintlich jüdischer Professoren im Arkadenhof im Zusammenhang der „Langemarck-Feier“ umgestürzt oder mit Farbe beschmiert. Bereits zu diesem Zeitpunkt hatte der kommissarische Rektor Fritz Knoll eine Überprüfung der Arkadenhof-Plastiken veranlasst; auf seine Weisung hin wurden fünfzehn Monumente entfernt und in ein Depot gelagert, darunter diejenige von Joseph von Sonnenfels.[4] Nach Kriegsende wurden im Jahr 1947 alle beschädigten und entfernten Denkmäler wieder im Arkadenhof aufgestellt.
- Zu seinem Gedenken wurde auf der Elisabethbrücke in Wien eine Statue von Hanns Gasser errichtet, die nach dem Abbruch der Brücke auf dem Rathausplatz aufgestellt wurde. Während der Zeit des Nationalsozialismus war sie wegen Sonnenfels’ jüdischer Herkunft entfernt.
- Ein weiteres Sonnenfels-Denkmal befindet sich rechts vom Eingang des Außenministeriums am Minoritenplatz in Wien.

Im Jahr 1862 wurde in Wien Innere Stadt (1. Bezirk) die Sonnenfelsgasse nach ihm benannt. Der Straßenname wurde 1938 in Johann-Sebastian-Bach-Gasse geändert, 1945 wurde die Benennung wieder rückgängig gemacht.
Der Platz mit dem ehemaligen Kreisverkehr (ab Oktober 2011 „Shared Space“ und ab Mitte 2013 „Begegnungszone“) bei der Karl-Franzens-Universität Graz im Bezirk Geidorf erhielt 1992 den Namen Sonnenfelsplatz, bis September 2024 wurde hier die Uni-Mensa betrieben. Weiters gab es bis 1938 in Graz im Bezirk Gries eine Sonnenfelsgasse, die jedoch nach dem Anschluss Österreichs an das nationalsozialistische Deutsche Reich 1938 wegen der jüdischen Abstammung von Sonnenfels umbenannt wurde.
Das Haupttor des Campus der Universität Wien wurde 1998 Sonnenfels-Tor benannt.

## Schüler
- Josef Ignác Buček, tschechischer Universitätsprofessor sowie Autor volkswirtschaftlicher Werke
- Franz Xaver von Moshamm (1756–1826), bayerischer Kameralist und Hochschullehrer

## Werke

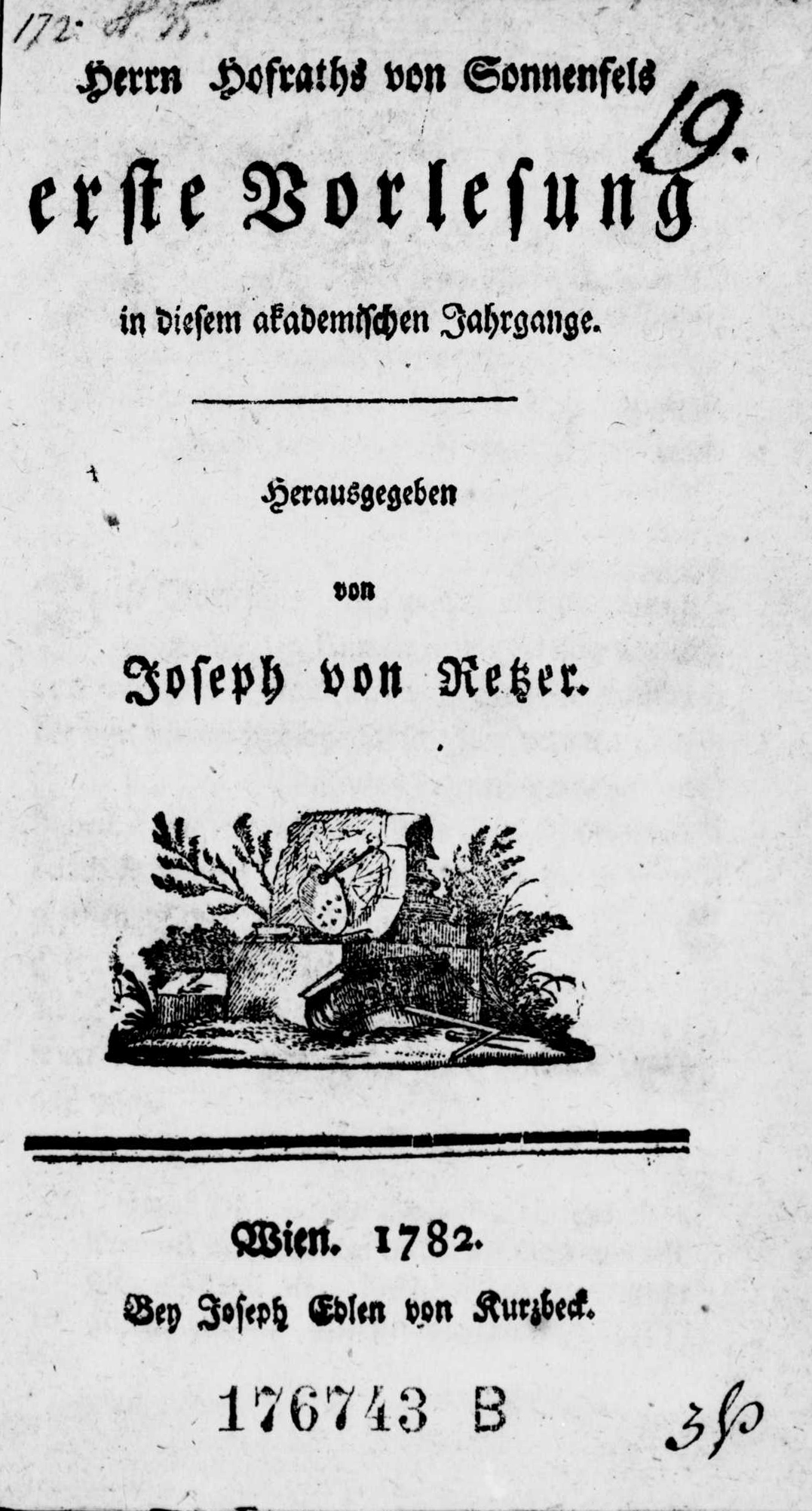
Erste Vorlesung in diesem akademischen Jahrgange, 1782

- mit Mathias Wilhelm von Haan: Specimen juris germanici de remediis juris, juri romano incognitis, Wien 1757.
- Herrn Joseph von Sonnenfels … Einleitungsrede In Seine Akademische Vorlesungen, Wien 1763 (Digitalisat).
- Grundsätze der Polizey, Handlung und Finanz – Zu dem Leitfaden des politischen Studiums, 3 Teile, 1769–1776.
- Ueber die Liebe des Vaterlandes. Kurzböck, Wien 1771; IV, 131, 44 S. (Digitalisat).
- Briefe über die Wienerische Schaubühne. (Entstanden 1767–1769.) Hrsg. von Hilde Haider-Pregler. Akademische Druck- und Verlagsanstalt, Graz 1988 (= Nachdruck der Ausgabe Konesen, Wien 1884).
- Versuch über die Grundsätze des Stils in privat- und öffentlichen Geschäften 2 Bde. Gerold, Wien 1781.
- Joseph von Sonnenfels: Erste Vorlesung in diesem akademischen Jahrgange. Hrsg.: Joseph von Metzer. Wien 1782 (Online [abgerufen am 26. Mai 2020]).
- Gesammelte Schriften. 10 Bände. Baumeister, Wien 1783–1787.
- Über die Abschaffung der Tortur. 2. rechtmäßige Auflage. Chr. Weigel und A. G. Schneider, Wien und Nürnberg 1782, 144 S.
- Ueber den Geschäftsstil. Die ersten Grundlinien für angehende oesterreichische Kanzleybeamten. Wien 1784. Ab 1785 zweite stark überarbeitete Auflage.
- Der Schlafrock: an Herrn von .. Großhändler in .... Regensburg 1783 (Digitalisat).